# Café americano
El café americano, refiriéndose al café típico que se bebe en los Estados Unidos, es la mezcla de agua caliente y café procesado en una cafetera con filtro de café, sistema para hacer café inventado por la empresaria alemana Melitta Bentz. Al contrario que el café expreso, que es un café servido muy corto, el americano es servido muy largo, es decir, diluido con mucha agua. Hay varias formas de preparar un café americano, pero la más extendida es el método del goteo, para lo cual se usa una cafetera que lleva un filtro de papel con café molido, por el cual pasa agua entre 90 y 100 grados.
Debido al método de goteo y la cafetera melita, y también al estar sobreaguado, el café americano no lleva espuma de esencia de café.
Se cree que, a pesar de que esa forma de elaborar café ya existía, el nombre "americano" fue acuñado en el año en que Estados Unidos liberó Italia, ya que los soldados estadounidenses no soportaban el intenso sabor del café italiano. Entonces, esos soldados solían pedir que se le echara agua al café antes de procesarlo, por lo que los  baristas italianos, le echaban agua caliente a la taza y luego procesaban el expreso, y así el café se les hacía más digerible a los soldados. Tras ello, los baristas italianos lo llamaron Americano, en son de burla.
En Venezuela es muy popular y se le conoce con el nombre de guayoyo o café aguarapa'o.